# Hundslinger Hochzeit
Hundslinger Hochzeit ist eine deutsche Filmkomödie aus dem Jahr 2025, die unter der Regie von Christina Baumer entstand. Der Film feierte seine Premiere am 16. Januar 2025 in Tirschenreuth und thematisiert die Kontraste zwischen Tradition und Moderne in einem oberpfälzischen Dorf.

## Handlung
Nach dem Tod ihrer Mutter Rosi kehrt Magdalena „Lenerl“ Brandt in ihr Heimatdorf Hundsling in der Oberpfalz zurück, um an der Beerdigung teilzunehmen. Ihr Vater Xaver, der das traditionelle Wirtshaus „Rosi“ führt, ist mit der Situation überfordert und erwägt, das Gasthaus zu schließen. Magdalena beschließt, das Familienerbe zu retten und übernimmt die Leitung des Wirtshauses. Gleichzeitig hat das moderne Restaurant „Casa Toni“, betrieben von der Berlinerin Peggy Uhlig und ihrem Sohn Antonio, in Hundsling eröffnet und zieht mit innovativer Küche und Cocktails viele Gäste an. Zwischen den beiden Lokalen entbrennt ein intensiver Konkurrenzkampf, der das gesamte Dorf in Aufruhr versetzt. Es kommt zu diversen Sabotageakten: So mischt Magdalena beispielsweise Abführmittel in die Getränke des „Casa Toni“, während bei einer Veranstaltung im „Rosi“ der Strom sabotiert wird. Zudem nimmt Magdalena über spiritistische Sitzungen Kontakt zu ihrer verstorbenen Mutter auf, die ihr aus dem Jenseits Ratschläge erteilt. Die Dorfgemeinschaft wird in den Konflikt hineingezogen, und es entstehen skurrile Situationen, die die Beziehungen der Bewohner auf die Probe stellen. Letztlich müssen alle Beteiligten erkennen, dass Zusammenarbeit und Verständnis der Schlüssel zur Lösung ihrer Probleme sind.

## Produktion
Die Dreharbeiten fanden im Sommer 2023 in den oberpfälzischen Gemeinden Friedenfels, Wiesau und Tirschenreuth statt. Christina Baumer, selbst aus Tirschenreuth stammend, fungierte als Regisseurin, Drehbuchautorin, Produzentin und Hauptdarstellerin. Das Drehbuch basiert auf einer Kurzgeschichte ihrer Mutter, Ulla-Britta Baumer. Für die Besetzung konnte Baumer Schauspielerinnen und Schauspieler aus bayerischen Serien wie Die Rosenheim-Cops und Hubert und Staller gewinnen, ergänzt durch lokale Darsteller. Die Produktion wurde unabhängig und ohne die Unterstützung großer Filmstudios realisiert, was dem Film einen authentischen regionalen Charakter verleiht. Die musikalische Untermalung stammt von Martin Gerke, die Kameraarbeit übernahm Natalia Mamaj, und der Schnitt wurde von Nanette Foh durchgeführt. Die Dreharbeiten dauerten insgesamt vier Wochen.

## Veröffentlichung
- Hundslinger Hochzeit* feierte am 16. Januar 2025 in Tirschenreuth Premiere und wurde in deutschen Kinos veröffentlicht.[4]

## Rezeption
Hundslinger Hochzeit erhielt insgesamt positive Resonanz, insbesondere für seine authentische Darstellung des oberpfälzischen Dorflebens und seinen charmanten Humor. Kritiker lobten die humorvolle Inszenierung und das gelungene Zusammenspiel von Tradition und Moderne. Die Süddeutsche Zeitung hob hervor, dass der Film mit viel Lokalkolorit arbeite und das ländliche Leben auf unterhaltsame Weise einfange. Auch die BR24 betonte den lokalen Bezug und die liebevolle Gestaltung der Charaktere.
Einige Rezensenten merkten an, dass der Film bewusst mit traditionellen Elementen spiele, was bei manchen Zuschauern nostalgische Gefühle wecke, während andere sich an typischen Heimatfilm-Motiven störten. Der Filmdienst beschrieb die Komödie als „sympathisch und unterhaltsam“, mit einem klaren Fokus auf ein regionales Publikum.